# Parma polylepis
Parma polylepis là một loài cá biển thuộc chi Parma trong họ Cá thia. Loài này được mô tả lần đầu tiên vào năm 1862.

## Từ nguyên
Từ định danh được ghép bởi hai âm tiết trong tiếng Latinh: poly ("nhiều") và lepis ("vảy"), không rõ hàm ý, có lẽ đề cập đến số lượng vảy cá của loài này nhiều hơn so với các loài Glyphisodon (= Abudefduf).

## Phạm vi phân bố và môi trường sống
P. polylepis được ghi nhận ở bờ biển phía đông Úc (từ phía nam rạn san hô Great Barrier đến mũi Bass, New South Wales), đảo Lord Howe và đảo Norfolk ngoài khơi, quốc đảo Nouvelle-Calédonie cũng như phía bắc New Zealand. P. polylepis sinh sống tập trung gần những rạn đá ngầm viền bờ và trong các đầm phá ở độ sâu khoảng đến 40 m.

## Mô tả
Chiều dài tối đa được ghi nhận ở P. polylepis là 22 cm. Cá trưởng thành có màu nâu sẫm, đầu thường có màu vàng tươi tương phản với thân; một cặp sọc đen sẫm có thể xuất hiện ở hai bên thân. Cá con có các sọc vàng và đen xen kẽ (dải vàng hẹp hơn nhiều so với dải đen) và một đốm đen lớn viền xanh lam trên vây lưng.
Số gai ở vây lưng: 13; Số tia vây ở vây lưng: 16–19; Số gai ở vây hậu môn: 2; Số tia vây ở vây hậu môn: 13–14; Số tia vây ở vây ngực: 20–22; Số gai ở vây bụng: 1; Số tia vây ở vây bụng: 5; Số vảy đường bên: 26–33; Số lược mang: 17–23.

## Sinh thái học
Thức ăn chủ yếu của P. polylepis là tảo. Cá đực có tập tính bảo vệ và chăm sóc trứng; trứng bám vào nền tổ.